# Marcos Winter
Marcos César Simarelli Winter (São Paulo, 31 de agosto de 1966) es un actor brasileño.

## Vida privada
Es padre de Ana Clara Duarte, que tuvo con la actriz Paloma Duarte.

## Actividad profesional

### Televisión
| Año     | Título                             | Personaje              |
| ------- | ---------------------------------- | ---------------------- |
| 1988    | Vida Nova                          | Antoninho (Toninho)    |
| 1989    | Tieta                              | Osnar (joven)          |
| 1990    | Pantanal                           | Joventino Neto (Jove)  |
| 1991    | Felicidade                         | José Diogo             |
| 1991    | Floradas na Serra                  | Flávio Guerra          |
| 1994    | Fera Ferida                        | Cassi Jones de Azevedo |
| 1993    | Agosto                             | Cláudio Aguiar         |
| 1995    | Irmãos Coragem                     | Eduardo Coragem (Duda) |
| 1996    | O Fim do Mundo                     | Nado                   |
| 1997    | La indomable                       | Hércules Pedreira      |
| 1998    | Pecado Capital                     | Virgílio Lisboa        |
| 1998    | Cuerpo Dorado                      | Arturzinho             |
| 1999    | Corazones Cautivos                 | Roberto                |
| 2001    | Estrela-Guia                       | Bob (Hanuman)          |
| 2003    | Agora É que São Elas               | Heitor                 |
| 2004    | Um Só Coração                      | Luís Martins           |
| 2005    | Esas mujeres                       | Eduardo Abreu          |
| 2006    | Avassaladoras - A Série            | Alê                    |
| 2007    | Pé na Jaca                         | Luchino                |
| 2007    | Mandrake                           | Lourenço               |
| 2007    | Amazônia, de Galvez a Chico Mendes | Neto                   |
| 2008    | Dos caras                          | Narciso Tellerman      |
| 2009    | Vende-se um Véu de Noiva           | Dr. Homero Reis        |
| 2010    | Malhação                           | Odilon                 |
| 2010    | As Cariocas                        | Élber                  |
| 2013    | Flor del Caribe                    | Reynaldo               |
| 2015    | Magnifica 70                       | Vicente                |
| 2016    | Josué y la tierra prometida        | Merodaque              |
| 2017    | Apocalipsis                        | Oswaldo Santero        |
| 2018    | Jesus                              | Herodes Antipas        |
| 2019    | Segunda Chamada                    | Alberto Freitas        |
| 2021    | Génesis                            | Masá                   |
| 2022-23 | Reyes                              | Ahitofel               |
| 2025    | Pablo, El Apóstol                  | Claudio I              |

### Cine
| Año  | Título           | Personaje             |
| ---- | ---------------- | --------------------- |
| 1990 | Barrela          | Garoto                |
| 1997 | Lua de Outubro   | Capitán Pedro Arzábal |
| 2006 | Vestido de Noiva | Pedro                 |
| 2019 | Happy Hour       | Luis Othelo           |